# Винахідництво
Винахі́дництво — створення технологічного (технічного) рішення, що відповідає умовам патентоспроможності (новизні, винахідницькому рівню і промисловій придатності).

## Історія
У радянську добу влада присвоювала право на винахід собі, видаючи і визнаючи винахіднику лише право авторства — авторське свідоцтво. При цьому він одержував винагороду, щоправда, непорівняну з тим, якби він мав патент.